# 実況パワフルプロ野球10
『実況パワフルプロ野球10』（じっきょうパワフルぷろやきゅう10）は、2003年7月17日にコナミ （現:コナミデジタルエンタテインメント）から発売された野球ゲーム。PS2版はシリーズ初のDVD-ROMのソフトである（前作まではCD-ROM）。2003年12月18日には『実況パワフルプロ野球10超決定版 2003メモリアル』が発売されている。

## 概要
対戦
『実況パワフルプロ野球2001』で搭載された一軍・二軍入れ替え機能がナンバリング作品で初めて搭載され、アレンジモードを使わずに二軍登録されている選手を対戦モードで使うことができるようになった。
データあれこれ
データの消去や移動ができる。GC版では『パワプロクンポケット5』（超決定版では『パワプロクンポケット6』）の選手パスワードも使用可能。今作より、「サクセス選手を見る、消す（登録選手データの消去）、パスワード表示」選択後、LボタンまたはRボタン切り替えで選手の誕生日、プロ入りして何年目なのかをその他の特殊能力で見ることが出来る。『10』のみ、インターネットへの接続環境があれば、オンラインサービスを利用してオリジナル選手の獲得が可能であった（終了時期不明）。『10超決定版』からはサクセスモード作成選手の選手成績を自由に設定可能になった。
シナリオ
クリアをするとその球団の隠し選手が使用可能になり、全球団クリアすると球場が追加される。全球団完全クリアでホームラン競争で手に入る選手が使用可能になる。
リーグ戦
過去のシリーズと同じ。
対決!伝説選手
プロ野球のOB選手たちと対決するモード。プレイヤーは任意の選手（12球団の現役選手、サクセスモードで作成したオリジナル選手、ホームラン競争やシナリオで入手した選手が使用可能。OB選手はすでに使用可能な選手でも使用不可）。
「投手に挑戦」の場合（プレイヤーは野手）は3打席、「野手に挑戦」（プレイヤーは投手）の場合は1打席勝負を行い、その選手に勝利するとアレンジモードで使えるようになる。今作ではホームラン競争・シナリオの完全クリアでOB選手を獲得できないので、このモードでOB選手を獲得する必要がある。
「投手に挑戦」の勝利条件は安打を放つこと（3打席凡退で敗北）。「野手に挑戦」の勝利条件はアウトを取ること（ヒットを打たれると敗北）。四死球などはカウント0-0からやり直しとなる。連続で三振を奪ったり本塁打を放ったりするとプレイヤーの調子が上昇する。
対戦相手は活躍した時代ごとに投手・野手それぞれ4つに分けられている。
数人ごとにセーブポイントが設けられ、対戦に敗北したとしてもセーブポイントから続行できる。
アレンジ
サクセスモードで育成したキャラクターや、実在選手・OB選手などを加えてチームを作る。今作からはオリジナルチームを作ることも可能になり、ユニフォームやチーム名、本拠地球場などを選ぶことができるが、ホームとビジターの設定が分かれていない、ペナントモードに参加できないなどの制約がある。
また、実在球団をベースにしたまま前述の外国人枠を超える人数を一軍に登録してセーブしようとすると、超過したためにペナントに登録した場合に外国人枠が設定できないという趣旨の警告メッセージがでる。
ホームラン競争
10球のうちどれだけホームランを打てるか競う。10球パーフェクトだった場合は連続記録が途切れるまで打つことができる。今作でも結果表示画面にパスワードが出力され、それをコナミ公式サイトに送信することで試合を模したリーグ戦に参加することができた（参加できる選手は初期状態で登場しているNPB12球団の選手のみ）。このモードで一定のホームラン数を打つと、歴代パワプロ・パワポケシリーズに登場した選手が登場しアレンジでその選手を登録できるようになる。
サウンド
内容は前作の『実況パワフルプロ野球9』と同様。
主題歌
『Catch Up Dream!』
歌・作詞：ASACO 作曲：広野智章、佐藤直之
アニメーション製作：京都アニメーション
パワフルズの優勝決定戦の内容が描かれる。
- ロード画面

通常のロード画面はパワプロ君（球団はランダム）が光ディスクを叩いて回す（縦に回す場合と横に回す場合がある）が、まれに玉乗り風にパワプロ君がCDに乗って追いかける（高速と低速の2種類）ことがある。

## ペナント&マイライフ
- マイライフモードは今作から登場。
- マイライフモードでは2004年に日本ハムファイターズが本拠地を札幌ドーム[1]に移転するイベントが発生し、ペナントモードでも札幌ドームを中心とした日程が組まれるが球団名・球団旗・ユニフォームなどは2003年度のままである。

### ペナント
パワプロ9からの変更点を中心に記述する。
- FAの選手移籍の交渉の際に起用法（先発固定・4番固定・1軍固定など）や複数年契約、コーチ転身保証などの契約条件をつけることで、交渉を有利に進めることができる。また宣言人数が6人、交渉人数が2人までに拡張され、残留交渉もできるようになった。
  - 契約条件をつけた場合、契約年数を満了するまで条件に反する選手起用や解雇・トレードなどができない。また、コーチ転身保証をつけた場合は契約年数満了後もコーチ転身させないと引退させられない。
- 自由契約選手のテスト入団ができなくなった。
- 選手の怪我に欠場を伴わないものが追加された。この状態になると選手パラメータに×が付き、本来の能力を発揮できなくなる。放置していると大怪我につながる可能性もある。通常の故障同様二軍に落とすことでリハビリを行うことができる。
- 外国人枠が初めて導入された（一軍登録は最大4人まで。ただし野手4人・投手4人の組み合わせは不可）。これは新外国人選手発掘にも適用される。外国人枠・新外国人選手発掘はオプションで変更できる。
- 新外国人発掘で獲得した選手の能力の一部が白文字で表示され、本来の能力値と異なる表示になっている場合がある。この能力は該当選手を試合に出場させることで判明する（判明した能力が白文字の能力よりも高いか低いかでイラストが変化する）。
- 新人選手の発掘方法は各年度ごとにリストアップされた40人程度の選手を調査する方式。チェックが付いた選手はその球団に入団しやすくなる。また、新人選手の能力がイベントにより変動する場合がある。
- コーチの指導力がアルファベットから星の数（5段階）の表示に変更された。投手コーチには伝授できる変化球が設定され、春季キャンプで伝授できるようになった。また、選手に成長タイプが設定され、同じ練習でも効果に差が出るようになった。
- ドラフト会議でサクセスモードで作成した選手が登場することがなくなった代わりに、サクセス選手を好きな時期に選手を入れ替えて入団させることが可能になった。このとき、入れ替える前の選手の成績を継承させることも可能。

### マイライフ
一人の新人野球選手としてペナントレースを消化し、入団から引退までの選手生活をプレイできる。
- 選手はマイライフ用選手かサクセスで作成したオリジナル選手を選択できる。今作では実在選手でのプレイはできない。
  - マイライフ用選手の場合、ドラフト指名順位やポジション、長所などを設定して選手を作成する。
- 試合でホームランを打つ、猛打賞を記録する、勝利投手になるなどの条件を達成すると賞品が獲得できるが、使い道などは特になく、コレクションとして集められるだけである。
- システムとしては練習を指示して試合を消化する簡素なものである。後のシリーズに登場する趣味レベルやチームメイトなどとの連絡コマンドなどはない。
- 超決定版ではファンの人数など追加要素が加わった。

## サクセス
3年以内に活躍できなかったらクビと宣告された主人公を活躍させるストーリー。『7』の正式な続編で、時間軸としては猪狩・早川の高卒4年目から6年目までとされる。サクセスの原点たるプロ野球編だが、実在する12チームにオリジナルの4チームを加え、16チームとなった日本プロ野球が舞台。主人公はオリジナル4チームのうち1チームの二軍選手からスタートし、一軍で活躍するのが目標。
システム・主要キャラクターの概要については実況パワフルプロ野球 サクセスモードを参照。
- なお本作は複数のエンディングが用意されている。また、最後の契約更改で二軍だとほぼ確実にクビになるため、最終的に一軍になる必要がある。

グッド（選手登録）：一軍レギュラーに定着・「ミスター○○（球団名）」と呼ばれる大スター
バッド：戦力外でクビ・コーチ就任（その選手が継承コーチ化）・球団消滅・故障による再起不能

### 主なシステム
友情タッグ
仲間の評価をある程度上げてイベントを起こせば、友情が芽生える。特定の練習を一緒にすると、非常に高い効果を得られる。今作では、自分が育てた継承選手ともタッグを組むことが出来る。
師弟タッグ
コーチ評価を最大まで上げると起こせる。成功すれば高い効果を得られるが、失敗したり断るとコーチ評価が下がる。
継承コーチ
継承選手のコーチ版で本作のみの要素。継承選手と違い、作成の仕方が特殊で主人公をクビにさせなければ絶対に作れないため、キャットハンズ以外は狙ってクビにさせる必要がある。
継承コーチ化にも条件があり、キャットハンズは2年目でクビになれば無条件で選択肢が出て、他の球団ではクビになってなおかつ球団別に設定された条件を満たせばコーチ就任になる。
継承コーチ化した選手は以後、ゲームスタート時にランダムでコーチと入れ替わって登場し、次の主人公を指導する。
継承コーチはサクセス中で最も多く練習した部類が担当コーチとなり、特殊能力を4つ以上持っていればその継承コーチに関するイベントが追加され、継承コーチが現役時代に持っていた特殊能力を伝授させてもらえる。
試合
3月2週にオープン戦、4月～6月、8月～9月の2週に公式戦が行われる。チームリーダーでなければ自分の打席・投球時、チームリーダーなら自分で7回から全部操作。スタメンはチームリーダーでなければコンピュータが、チームリーダーなら自分で決める。公式戦で勝利すると順位が上がり、負けると順位が下がる。試合結果によっては順位が2つ変動する場合がある。9月2週の試合が終わって1位ならリーグ優勝し、10月2週に日本シリーズが行われる（発売当時の実際の日本シリーズと違い延長12回制）。
オールスターゲーム
7月2週に行われる。主人公の能力が高ければ、3年目のオールスターに出場可能（開幕版のやんきーズの場合は出場不可能）。活躍すればMVPに輝き、特殊能力「威圧感」などが取得できる。福家・みずき・あおい・猪狩兄弟・友沢・阿畑・番堂も出場。
海外留学
1年目に主人公が二軍で、二軍監督・コーチの評価（Lv.3以上）が高ければアメリカに野球留学。シングルスターから始まり、試合で活躍すれば昇格。最終的にはレギュラーリーグの試合に出場出来るが、活躍出来ないと問答無用で強制帰国させられる。また、練習などで怪我をしたときも帰国となる。
海外キャンプ
2年目の契約更改終了後に一軍の監督に打診され、断ることもできる。この場合は最初からレギュラーリーグに所属することになる。1年目の留学とは違い、どんなに悪い成績でも途中帰国させられない。
- 現実のメジャーリーグとは違い、「シングルスター」「ダブルスター」「レギュラーリーグ」の3ランクが存在する。アメリカという事で「文字表示が全部アルファベット」「ストライク・ボールカウントの表示が（発売当時のNPBの）逆になる」「実況が英語を話す」といった仕掛けもある。

### シナリオ紹介
本拠地球場はそれぞれ名前が違うが、二軍、一軍、ドーム球場（カイザースとキャットハンズでAランク企業が親会社の場合）の3種類となっている。『パワプロ11』以降も頑張市民球場・猪狩ドームがオリジナルチームの球場設定やサクセスモード専用球場などとして登場する場合がある。
頑張パワフルズ
本拠地球場 一軍:頑張市民球場、二軍:パワ川球場
セ・リーグ（二軍はイ・リーグ）所属。アルファベット表記は「PAWAFURUS」。最初に選べるチーム。昔は強豪だったが、ここ数年は低迷。1年目は8位、2年目は5位に終わり（プレイ内容にかかわらず固定）、3年目に球団存続を賭けて優勝を目指す。
3年目はパワフルズの順位によってクリアか否かが決まる。順位が低ければ低い程、球団が存続する確率が下がり、最下位ならゲームオーバー確定。
逆に最終戦前時点で1位か2位の場合、猪狩カイザースがペナント優勝決定戦の固定の相手となり、カイザースと戦えればクリア自体は確定する。
ストーリー重視の球団で、1年目は2軍、2年目は1軍控え、3年目は1軍レギュラー（チームリーダー選択肢あり）と立場が完全に固定されており、どんな事があっても昇格やケガによる降格はない。
パワフルズ固有の既存野手二人の友情タッグが3年目限定という欠点があるが、継承選手が他チームで育成した選手も含めて最大4人まで登場する（他チームでは同じチームの1人）。
その関係上、継承選手を厳選して作成するほど有利な球団。
キャットハンズ
本拠地球場 一軍:またたびスタジアム（Aランクオーナー企業の場合はジャラシックドーム）、二軍:にくきゅう場
パ・リーグ（二軍はウ・リーグ）所属。2番目に選べるチーム。女子プロ選手がいる唯一のチーム。
プレイ開始時のオーナー企業はまったりタクシー。シーズン中に何度も身売りされるため、新しいオーナーを求めて主人公が交渉しなければならない。
運が絡むランダムイベントが非常に多い球団で企業が撤退を決めた時に制限ターン以内に新たにオーナーになってくれる企業を探しだし、オーナーになってもらう必要がある。
他にも監督の気まぐれで2軍に落とされるなど、運の要素が強く、最後まで監督とオーナー企業に振り回される。
野手だと継承選手を除いて矢部しか友情タッグができる相手がいない反面、投手はあおいとみずきがいるので育成に関しては投手が有利な球団。
身売り先となる企業はそれぞれに特徴があり、練習レベルが大きく変動したり、特殊なアイテムが手に入ることがあるが、オーナーが変更した場合、それらのアイテムは無くなる。
また、チーム力が4球団の中で最弱な上、開幕時のペナント順位が最下位付近のため、最も優勝と日本一が難しい球団になっている。
猪狩カイザース
本拠地球場 一軍:猪狩ドーム、二軍:底野前球場
セ・リーグ（二軍はイ・リーグ）所属。3番目に選べるチーム。元々は弱小球団「たんぽぽカイザース」だったが、猪狩コンツェルンが買収。結果を出さないと首を切られてしまう実力主義のチーム。
シーズン開始前の入れ替え試験と試合結果による立場変動の他に、契約更改時には社長から目標を聞かれ、有言実行しなければいけない（1年目は特に目標のない「とにかく頑張ります」固定）。
有言実行できなければあるアイテムを持ってない限り、2軍なら即クビとなるが、有言実行ができれば2年目は練習レベルアップ、最後の契約更改では経験ポイントアップの恩義が得られる。
目標の難易度が高い程、見返りが大きいため、主人公の成績は当然ながら、試合でチームを勝たせる実力も必要になってくる。
また、素のチーム力も高く、開幕時のペナント順位が高く設定されているので最も試合での勝利と優勝、日本一が楽な球団。
極亜久やんきーズ
本拠地球場  一軍:極亜久ガチンコ球場、二軍:市民体育館裏球場
パ・リーグ（二軍はウ・リーグ）所属。4番目に選べるチーム。この球団では立ち位置の呼び名が特殊でただの1軍選手を『兵隊』、レギュラーを『番格』、チームリーダー（初期は番堂）を『番長』と呼んでいる。
立場によって権限が大きく違ってきており、番格以上はとても偉く、兵隊は番格以上の命令には基本絶対服従しなければいけない（下記詳細ですぐわかるが限度はある）。
この球団は他球団から選手・練習機材・アイテムの内、どれかを借りる（引き抜く）事ができる。借りれるものは球団毎に異なっており、選手の場合、既存プロ球団なら在籍している既存プロ選手の中から、サクセス球団なら在籍サクセス選手と架空の選手の中からランダムで連れてくる（ランダムイベントで正気を取り戻し、元のチームに戻る事があり、借りれる人数は3人まで&パワフルズの在籍サクセス選手は借りれない）。練習道具を借りてきた場合には練習レベルが変化する。アイテムの場合は、キャットハンズで一時的に入手できるアイテムを永続的に入手できる事がある（ただし、アイテムの場合は稀に番堂が登場して持っていかれる事がある）。
兵隊に初めて昇格した時には番堂に命令されて強制的に借りにいかされ、兵隊時でもランダムイベントで借りにいかされる（拒否は可能）。
番格以上になれば『借りる』コマンドが追加され、兵隊に命令して指定した球団に借りに行かせる事ができる。
ただし、番格以上時は不満度があって『借りる』コマンドを実行するごとに不満度が溜まる。
いい結果を引ければ不満度は減るが、悪い結果を引き続ければ不満が爆発し、番格（番長）から引きずり降ろされるため、闇雲に借りに行かせるのは危険。シーズンが終了すれば不満度はリセットされる。
バラエティあふれるイベントがある球団だが、昇格降格は2軍時のランダムイベントを除き、特定の時期固定なため、監督評価が高ければケガしない限り、確実に1軍をキープでき、プレイヤーの実力不足や運の悪さが要因で二軍に落とされたりしない安定した一面もある。また、投手は2年目から阿畑が入団した時からオリジナル変化球を教わることが可能。
サクセスオールスターズ
10超決定版で追加されたチーム。
親の後を継ぎある会社の社長になった主人公だったが、プロ野球への情熱を捨てきれない。その愚痴をこぼしているところを社員の矢部に聞かれ、彼の冗談を真に受けてプロ野球界に殴り込みを決定。会社の全財産をはたいて新球団を設立した。本拠地球場名はサクセスドリーム球場。
『'99開幕版・決定版』の冥球島編に近い。パワプロクンポケットシリーズを含めた歴代作品に登場する選手の中からチームを組み、実在のプロ野球チームと9イニング（コールドなし）の対戦をする。資金に制限があるので完全に自由なチームが組めるわけではないが、自由度は高い。
ゲーム開始時に秘書を選び、限られた資金（初期資金は10億）で歴代サクセス選手を雇って主人公の練習機材を購入し、主人公とチームを強化してから試合に挑む勝ち抜き型のシナリオ。日本シリーズ出場が果たせなかった時点で会社は倒産してチームが消滅する結末になるが、1試合でも勝利できていた場合、プロ入りを果たし、その時点の主人公を選手登録できる。
サクセス選手を雇わなくても試合をすることは可能で、強い選手を作るなら練習機材の購入が必要だが秘書曰く「初期のチーム員は社員から公募した選手なのでとても弱い」ため、まともに戦うなら選手の補強は必須。
試合に勝利すれば試合成績に応じた収入が入り、それを使って次の試合までにまた選手を雇って戦力補強・練習機材の購入を日本シリーズに行くか引き分け以下の結果になるまで繰り返す。
なにをやるにせよ、お金が必要になるため、リーグ優勝と日本一を目指すならプレイヤーの実力の他にお金のやりくりの上手さが求められる。1試合でも勝てれば主人公を選手登録する事ができる。
リーグ優勝または日本一でゲームクリアすると、1ゲーム中に一度でも契約したサクセス選手は次回以降、アレンジなどで登録可能となる。

### 登場人物
登場人物の生年月日はホームラン競争のごほうび選手（ペナントで確認可能）のもの。橋森監督が2003年4月1日現在で28歳になっているように、物語開始時に既に引退している選手の生年は作中の設定年齢とは全くの別物である。また、猪狩・早川ら現役選手に関しても、他の作品ではその発売年と舞台設定によって毎回誕生年は変化する為、あくまで『10』限定の設定であることに注意されたい。
なお年齢は一年目4月1日時点。

#### 旧作からの登場人物
主人公
プロ入り後の三年間、結果を出せなかった選手。なお『7』以前のプロ編と違ってシナリオ開始時に球歴を自由に選ぶ事は出来ず、物語上は高卒プロ入り選手に固定されている（クリア後に変更可能）。21歳。
矢部明雄（やべ・あきお）
外野手。同期入団の親友。主人公と同様に、あと3年で結果を出せなければ解雇される身の上である。今回はスパイクが合わずに足が遅くなるが（試合には影響なし）、主人公がプレゼントした新しいスパイクにより復活。誕生日は1980年5月5日。21歳。
猪狩守（いかり・まもる）
カイザース、そして日本球界のエース。主人公のライバル。読売ジャイアンツから金銭トレードで移籍。1年目から常に先発ローテーションに君臨している。キザで嫌味で自らを天才と公言してはばからないが、陰では尋常ならざる研鑽を重ねている努力家。今回は特殊なストレート「ライジングキャノン」を編み出す。誕生日は1980年12月24日。21歳。
猪狩進（いかり・すすむ）
カイザースの捕手。猪狩守の弟。オリックス・ブルーウェーブから金銭トレードで移籍。謙虚で人当たりの良い好人物。しかし幼少より兄と己を比較して育った為か、内に劣等感を抱えている。物語終了時にポスティングシステムでアメリカのレギュラーリーグレッドエンジェルスに移籍。誕生日は1982年2月14日。20歳。
早川あおい（はやかわ・あおい）
登録名は「あおい」。キャットハンズの投手。女子プロ1号選手。千葉ロッテマリーンズから移籍。オリジナル変化球「マリンボール（シンカー）」を投じる。気が強く負けず嫌いだが、投手としての技量や体力面で悩む姿も見られる。誕生日は1981年3月3日。21歳。
阿畑やすし（あばた・やすし）
やんきーズの投手。変化球マニアのナックルボーラー。本作では2年目に中日ドラゴンズからトレード移籍してくる。オリジナル変化球を作る手助けをしてくれる。誕生日は1980年1月1日。22歳。
神童裕二郎（しんどう・ゆうじろう）
レッドエンジェルスの投手。日本球界ではオリックス・ブルーウェーブで猪狩進とバッテリーを組んでいた。レギュラーリーグ公式戦で完全試合を達成するスター投手。誕生日は1974年8月9日。27歳。
姫野カレン（ひめの・かれん）
おなじみの彼女キャラ。他人を振り回すパワフルな女性。今回は合コンで出会う。
ダイジョーブ博士
またまた登場の怪しい博士。今回は風邪で病院に行き、地下へ行くと出会う。
加藤理香（かとう・りか）
球団専属の女性医師。カウンセリングもしてくれる。凄腕の薬剤師らしいが、作った薬を飲んだ選手の肌の色がおかしくなったことも。
加藤京子（かとう・きょうこ）
加藤理香の妹。病院で看護士をしている。裏で怪しいことをしているとか。
ゲドー君
ダイジョーブ博士の助手を務めている。「ギョ」としか喋らない。登場するときいつも被り物をしている。
犬
パワプロシリーズのマスコット的な存在。今までは「ガンダー」などの名前があったが、今作では無い。一部のイベントで日本語を喋る。
猪狩茂（いかり・しげる）
守・進の父親。一代で猪狩コンツェルンを築き上げた人物。カイザースのオーナーとなり、その資金力で大幅な戦力補強を断行した。契約更改では選手に来年度の目標を明示させるなど、企業家らしい意識改革を導入している。後継者である守が野球に専念しているのは、必ずしも彼の望む所ではない様子。
芹沢茜（せりざわ・あかね）
阿畑の幼馴染。『9』での彼女候補。やんきーズが3年目に日本一に輝くと結婚。以降の作品群では夫婦円満な姿が描かれている。
- なお、サクセス中に実在球団と対戦する場合は、『7』に登場した鳴尾たけし、矢沢和美、日下部卓也、伊達団吉、アレックス・ボンバー、一文字大悟、チェリー藤田、内野五郎、及び『9』の一ノ瀬塔哉・二宮瑞穂がそれぞれのチームに加わっている。彼らにはセリフやグラフィックは用意されていないが、超決定版「オールスターズ」では自チームの選手として登録できる。

#### 新規キャラ（現役選手）
- 友沢・橘は「パワプロ新世代レギュラー」として登場し、続く『11』～『14』ではメインキャラを務めた。

友沢亮（ともざわ・りょう）
カイザースの遊撃手。2年目に登場する、高卒ドラフト1位のルーキー。走攻守ともに高いレベルを有する。プロ入り前は投手だったため投手能力も高い。猪狩にプロの洗礼を浴びせられ、ライバル意識を抱くようになった。誕生日は1984年7月20日。18歳。
橘みずき（たちばな・みずき）
登録名は「みずき」。キャットハンズの左腕投手。2年目に入団する高卒ドラフト1位のルーキー。女子プロ2号。スクリュー系変化球「クレッセントムーン」を持つ。優秀な姉にコンプレックスがあり、その姉と瓜二つの早川にきつく当ってしまっている。誕生日は1985年2月2日。18歳。
福家花男（ふくや・はなお）
三塁手。パワフルズのスター選手で不動の4番打者。ミスターパワフルズとの呼び名も。万年Bクラスのパワフルズでも、彼だけは他球団のマークを受けている。少々老け顔であり、そのことを気にしている様子(名前の読みを変えると「ふけがお」になる)。友情イベントでは、3年目にFA権を行使するが、主人公の覚悟を聞き、パワフルズに残留する。誕生日は1974年3月3日。28歳。
古葉良己（こば・よしき）
一塁手。橋森監督と共に活躍したベテラン選手で、パワフルズ黄金時代の主力打者。猛打賞197回を誇るも、最近では力の衰えを取り沙汰されている。既婚者で、直（すなお）という息子がいる。誕生日は1962年10月25日。39歳。
館西勉（たてにし・つとむ）
パワフルズの投手。南ナニワ川学園高校から2年目に入団する、ドラフト1位のルーキー。変化球とコントロールが武器。先発だがスタミナの低さが弱点。学生時代は全国模試で1位を取るほどの秀才で、将来は弁護士を目指している。名前を音読みすると「かんさいべん」となり、その名のとおり関西弁でしゃべる。誕生日は1984年8月3日。18歳。
オリバー・ドリトン
カイザースの一塁手(「サクセスオールスターズ編」では外野のサブポジションがある)。アメリカ出身のスラッガー。自らを天才と称すなど日本の野球を見下しているが、圧倒的なパワーを誇り粗さはあるものの打撃の能力は確か。誕生日は1970年10月8日。31歳。
番堂長児（ばんどう・ちょうじ）
三塁手。やんきーズ番長（チームリーダー）。全選手をまとめるカリスマ性を持つ。物語終了後に主人公に番長の座を継がせ、レッドエンジェルスへ移籍する。レッドエンジェルス移籍後は、三番打者を務めている。落合博満と同じ打法を使用。誕生日は1969年8月31日。32歳。
半田小鉄（はんだ・こてつ）
やんきーズの捕手兼外野手。サクセス開始時は太った体型だが元は守備の名手で、打撃と守備のどちらを取るかで悩んでいる。どちらをとるかで彼の能力が極端に変わるので起用法も大きく変わる。『14』ではEDに登場。打撃フォームは八重樫幸雄と同じ。誕生日は1974年4月25日。27歳。
鷹野有紀（たかの・ゆうき）
やんきーズの投手。独自の理論を持つ。球速はそこそこだが、制球力と変化球の能力が高い。当初は主人公と同じく二軍選手だった。一軍昇格後の試合で理論が通じず打ち込まれ、理論の再構築のため渡米しようとするが、主人公に「単なるスタミナ不足」を指摘され、それを元に理論を作り直して復活。やんきーズのエースとなる。『14』ではEDに登場。誕生日は1976年2月14日。26歳。
ヤーベン・ディヤンス
ブルーチキンズ(イエローイーグルス)の選手。親日家であるため日本語が上手。矢部のそっくりさんで、主人公も矢部と見間違えた。後に主人公と共にイエローイーグルスに昇格。パワメジャシリーズでは相棒役を務める。
テリー・マイルマン
レッドエンジェルスのエース。コントロールはさほど良くないが、最高球速160km/hを誇るオリジナルストレート「メテオ・マグナム」を武器に活躍し、レッドエンジェルスのエースピッチャーとなっている。かつて日本にいたことがあるため、主人公とは問題なく日本語で会話できる。誕生日は1970年6月19日。31歳。
ボーマン・バンガード
レッドエンジェルスの主砲。アメリカのホームランキング。スター選手ながら、偉そうな素振りを見せない人間的にも好人物。彼もマイルマンと同様に日本にいたことがあり、日本語が堪能。誕生日は1970年5月21日。31歳。

#### 新規キャラ（その他）
橋森重矢（はしもり・しげや）
パワフルズ監督。現役時代は三塁手で「熱血フルスイング」と称され、パワフルズ黄金時代の主力打者として活躍した。誕生日は（1974年）8月1日。
若手育生（わかて・いくお）
各球団共通の二軍監督。カイザースでは元一軍監督だった。現役時代は目立った活躍はなかったが、引退後に指導者としての才能が開花し、現在に至った。
佐久越発太郎（さくごえ・はつたろう）
打撃コーチ（パワフルズ・キャットハンズ・やんきーズ）。陽気な性格の持ち主。引退した今でも腕相撲が強く、現役時代は1回だけホームラン王の経験がある。なお、コンディショニングコーチを除いて、唯一彼だけは現役時代の能力が判明しない。
真中郁生（まなか・いくお）
投球コーチ（パワフルズ・キャットハンズ・やんきーズ）。現役時代はスローカーブやパームを武器に活躍。1年目は結果を残したがその年以降は1年目の無理がたたり故障が続いていたため、無理な練習をたしなめる。誕生日は（1975年）10月20日。
横飛吉（よことび・きち）
現役時代は外野手。守備走塁コーチ（パワフルズ・キャットハンズ・やんきーズ）。子供のような性格の持ち主で、主人公とかけっこやペッパーで勝負する。星くずナインという漫画が好きで、この漫画が彼が野球を始めるきっかけになった。誕生日は（1977年）12月1日。
広尾健太（ひろお・けんた）
コンディションコーチ（パワフルズ・やんきーズ）。外見は不健康そうで、様々な健康食品を買っている。
世渡好男（せわたり・よしお）
キャットハンズ監督。スケベだが現役時代は優秀な選手だったとの事。現役時代のポジションは投手。主人公を気まぐれで二軍に落としたり、特別練習をさせたりする。誕生日は（1973年）5月29日。
景西明（かけにし・あきら）
キャットハンズコンディションコーチ。さわやかなルックスの持ち主で、あおいが彼に見とれてしまうシーンがある。経済情報に詳しいらしく、身売り時にオーナー候補を主人公に教えてくれる。
神下怜斗（かみした・れいと）
カイザース監督。元はパワフルズ黄金時代のエースピッチャーで、現パワフルズ監督の橋森と共に活躍した。現役時代はシンカーを武器にしていた技巧派投手。冷静で責任感が強い。誕生日は（1974年）5月30日。
竜神小五郎（りゅうじん・こごろう）
カイザース打撃コーチ。現役時代は三塁手。5度の三冠王に輝いた大打者ながら、とてもおおらかで誰に対しても優しい大物肌。主人公を誘って居酒屋で食事をするイベントもある。誕生日は（1968年）6月12日。
西条慎太郎（さいじょう・しんたろう）
カイザース投手コーチ。非常に厳しい性格の持ち主で、自分が認めた選手以外は邪魔者扱いすることもある。現役時代は199勝199セーブを挙げた名投手。誕生日は（1970年）2月4日。
江良零（えら・れい）
カイザース守備・走塁コーチ。物事を冷静にとらえることのできる人物。現役時代は遊撃手として守備の名手と謳われたが、通算打率3割1分と巧打者としても活躍。名前の由来はエラー0。誕生日は（1971年）4月7日。
万事快調（ばんじ・かいちょう）
カイザースコンディションコーチ。アメリカで技術を学んだが、主人公を新開発のサプリメントの実験台にすることもある。また、全コーチ中唯一師弟タッグ練習が成功した際に体力が回復する。
八木優（やぎ・すぐる）
やんきーズ監督。かなり老齢で現役時代のことは誰も知らないらしい。しかし、普段眉に隠れている眼光は鋭い。『11』では全日本代表チームの監督を務める。
トニー・ブラウン
シングルスターのブルーチキンズ監督。20年以上このチームの監督をしている。
特に出世を望むわけではなく、野球にかかわれるだけで幸せという人物。
ドニー・ブラウン
ダブルスターのイエローイーグルス監督。ブルーチキンズのトニー監督は双子の兄。
ゴッド・ブライアン
レギュラーリーグのレッドエンジェルス監督。いきなり主人公をスタメンで起用する。
京栄南（きょうえい・みなみ）
パワフルズオーナー。経営能力が無いのか、会社の業績は芳しくないらしい。名前の読み方を変えると「けいえいなん(経営難)」になる。
金沢さん
やんきーズオーナー。見た目はやくざ風だが、性格は気さく。球団経営以外にも娯楽施設やたこ焼きの販売なども手がけているらしい。
キャットハンズのオーナー
社長の顔はランダムで、顔立ちから性格を推測して交渉することになる。なお、『2000』で選べるチームの一つであるどすこい酒造がオーナー企業の候補として登場することもあるが、社長は茂茶丸ではない。
藍沢空（あいざわ・そら）
彼女候補。フライトアテンダントで、主人公の二軍時代からのファン。両親を亡くしている。
パワプロの歴代彼女候補としてはルート分岐があり、特殊ルートに入るといったんは別れるが、エンディング後に特別なプレゼントをくれ、再度主人公とくっつく(別れた際に生じるやる気ダウン無し)。
藍沢海（あいざわ・うみ）
空の双子の妹。財布を落としたことで主人公と出会う。超決定版では彼女候補。
エミリ・池田・クリスティン（えみり・いけだ・くりすてぃん）
彼女候補。アメリカ人の父と日本人の母を持つ。1年目で野球留学したアメリカで出会う。試合で活躍して10月までアメリカにいれば彼女になれる。主人公からは「エミーちゃん」と呼ばれる。
陽子（ようこ）
主人公の母親。強気な性格で、オフ自主トレのために廃校となった高校のグラウンドを貸してくれる。地元の名産はくさや。
影雄（かげお）
主人公の父親。弱気な性格で、妻の尻にしかれている。釣りが趣味だが、あまり上手ではないよう。
希保田響子（きやすだ・きょうこ）声：三石琴乃
人気スポーツ番組「パワスポ」のキャスター。
古葉直（こば・すなお）
古葉良己の息子。父の選手としての衰え故に、クラスメイトから苛められてしまう。
猪狩静（いかり・しずか）
猪狩守・進兄弟の母。外見は若々しい。進同様穏やかな人物。